# Shahpura (Bhilwara)
Shahpura è una suddivisione dell'India, classificata come municipality, di 27.698 abitanti, situata nel distretto di Bhilwara, nello stato federato del Rajasthan. In base al numero di abitanti la città rientra nella classe III (da 20.000 a 49.999 persone).

## Geografia fisica
La città è situata a 25° 39' 33 N e 74° 54' 20 E.

## Società

### Evoluzione demografica
Al censimento del 2001 la popolazione di Shahpura assommava a 27.698 persone, delle quali 14.061 maschi e 13.637 femmine. I bambini di età inferiore o uguale ai sei anni assommavano a 4.314, dei quali 2.209 maschi e 2.105 femmine. Infine, coloro che erano in grado di saper almeno leggere e scrivere erano 17.010, dei quali 10.142 maschi e 6.868 femmine.